# Geita (miasto)
Geita – miasto w północno-zachodniej Tanzanii, stolica regionu Geita. Według danych na rok 2012 liczyło 99 795 mieszkańców.